# 銭昌照
銭 昌照（せん しょうしょう）は中華民国・中華人民共和国の官僚、政治家。字は乙藜。

## 事跡
若年時代にイギリスに留学し、ロンドン・スクール・オブ・エコノミクスで修士号を取得した。1922年から1924年までオックスフォード大学で経済学を研究している。
帰国後の1928年（民国17年）3月、銭昌照は国民政府で外交部秘書、文官処秘書となる。1931年（民国20年）6月、教育部常務次長に昇進した。その翌年、国防設計委員会副秘書長に転じる。1933年、航空署技術処処長を務めていた従兄弟の銭昌祚が空軍航空技術者養成のため各工科大学に航空工程系の設立を建議すると、秘書長の翁文灝とともに清華大学工学院院長の願毓琇や校長の梅貽琦、理学院院長の葉企孫に書簡を送り後押しした。結果、翌年には清華大学で航空工程組の設置準備が始まった。
1935年（民国24年）5月、軍事委員会資源委員会副秘書長となる。1940年（民国29年）5月、資源委員会（この時点で経済部に移管）副主任委員に昇進した。1941年（民国30年）9月、行政院全国水利委員会委員となり、1945年（民国34年）5月、中国国民党第6期中央執行委員候補となった。
1946年（民国35年）5月、銭昌照は資源委員会主任委員に昇進し、翌月には国民政府最高経済委員会委員も兼任した。10月、資源委員会が行政院直属に移ったことに伴い、主任委員から委員長に改められている。1947年（民国36年）4月、国防部科学委員会委員となった。その翌年の秋に出国して海外へ視察に赴いている。
1949年6月に帰国すると、銭昌照は香港経由で北平に向かい、中国共産党政権への参加意思を表明した。中国人民政治協商会議（政協）第1回全体会議代表（後に第1期全国委員）となっている。中華人民共和国成立後は、全国人民代表大会代表（第1～4期）、全人代常務委員会法案委員会委員、政務院財経委員会委員兼計画局副局長を歴任した。さらに政協第5期・第6期には全国委員会副主席を務め、全人代でも法制委員会委員となった。また、中国国民党革命委員会（民革）にも加入し、後に中央副主席を務めている。
1988年10月14日、北京市にて病没。享年90。